# Bia Krieger
Bïa Krieger (Santa Catarina, 1967), também conhecida como Bïa, é uma cantora brasileira que divide a sua vida entre Brasil, Canadá e França.

## Biografia
Aos três anos de idade, Bïa fugiu da ditadura militar brasileira com os seus pais, o advogado catarinense Marcílio César Ramos Krieger e a mãe Helena Maria M. Barreto. Durante sua infância morou no Chile e no Peru , onde se impregnou da cultura de língua espanhola. Após, esteve em Portugal, por cinco anos. Bïa retornou ao Brasil após a promulgação da Lei da Anistia, em 1980. Na  adolescência aprendeu violão com o professor Hiram. Bïa entrou na Universidade de São Paulo aos 18 anos, na Faculdade de Jornalismo.
Decepcionada com o ambiente acadêmico, ela decidiu viajar para a Europa antes de acabar seu curso. Era para Bïa ter ficado por um ano, mas acabou por se radicar na França. Então, começou sua profissionalização musical, cantando em bares e pequenas casas noturnas.
Em 1996 Bïa gravou, e lançou em 1997, seu primeiro disco La mémoire du vent (A Memória do Vento), com adaptações em francês de músicas de Chico Buarque. Em 1998, Bïa gravou a música tema do filme Hasards ou coincidences, de Claude Lelouch, que contava também com a música A Volta do Malandro, de Chico Buarque. O álbum recebeu o prêmio francês Grand Prix de l’Académie Charles-Cros, da Academia Charles Cros.
Em 1999, em seu disco Sources (Fontes), Bïa mostrou a influência afro-brasileira em letras em espanhol, francês, português, italiano e inglês. Este disco deu espaço à virtuosidade dos instrumentistas que participaram dele.
Em 2003 lançou seu terceiro disco, Carmin, no qual explorou muito mais seu universo de composições próprias, mas também assinou uma versão de Terezinha, de Chico Buarque. Neste ano, no Brasil, fez participação especial no CD A bossa sempre nova de Luiz Henrique, produzido por Luiz Meira, e gravou Florianópolis e To be a lover.
Em 2005 lançou o CD Coeur vagabond, composto por metade de adaptações de músicas francesas em português, e por metade de canções  brasileiras em francês. O álbum recebeu o Prêmio Felix em 2006, e foi um dos nomeados para o prêmio canadense Juno, na categoria Álbum do Ano de World Music (Juno Award for World Music Álbum of the Year).
Em 2008 lançou sua quinta obra, Nocturno, de cunho mais intimista.
Em 2010 fez um disco em parceria com o guitarrista canadense Yves Desrosiers, Concert intime, com músicas brasileiras e latinas, e que foi lançado em janeiro de 2011.
Em março de 2015 lançou o álbum Navegar, no Canadá.
No dia 16 de janeiro de 2024, a cantora foi condecorada com a Ordem das Artes e das Letras, no grau de chevalier.

## Discografia
- 2015 : Navegar
- 2011 : Concert Intime
- 2008 : Nocturno
- 2005 : Coeur vagabond
- 2003 : Carmin
- 1999 : Sources
- 1997 : La Mémoire du vent